# Метиловый жёлтый
Метиловый жёлтый (диметиловый жёлтый, 4-диметиламиноазобензол) — органическое соединение с химической формулой C14H15N3, относящееся к азокрасителям. Золотисто-жёлтый порошок, нерастворимый в воде и растворимый в спирте, применяется как кислотно-основный индикатор и как краситель в биологии.
Синонимы: диметиламиноазобензол, 4-фенилазо-N,N-диметиланилин, масляно-жёлтый, Buttergelb, Dimethylgelb, Methylgelb, Jaune de Beurre, C. I. 11020.

## Свойства
Мелкие кристаллы в форме пластинок, окрашены в жёлтый цвет с оттенком от золотистого до оранжевого. Молярная масса составляет 225,29 г/моль. Плавится при 114—117 °C. Растворим в спирте, эфире, бензоле, трихлорметане, петролейном эфире, в маслах, в неорганических кислотах. Нерастворим в воде.

## Применение
Используется в аналитической химии как кислотно-основный индикатор с переходом от красной к оранжево-жёлтой окраске в диапазоне pH 2,9—4,0. Входит в состав индикатора Цитрона, состоящего из смеси метилового жёлтого и фенолфталеина. Пригоден для титрования кислот Льюиса в неводных средах, например в бензоле и дихлорэтане.
В микроскопии применяется для окраски жиров.